# Privilegio ecclesiastico
Un privilegio ecclesiastico è un riconoscimento ufficiale, un onore concesso ad un'autorità ecclesiastica. Nella Chiesa ortodossa alcuni riconoscimenti ufficiali e onorificenze possono essere conferiti a membri del clero e del laicato. Tali premi sono concessi sia dal vescovo, sotto la cui giurisdizione risiede il destinatario, o da un sinodo di vescovi.

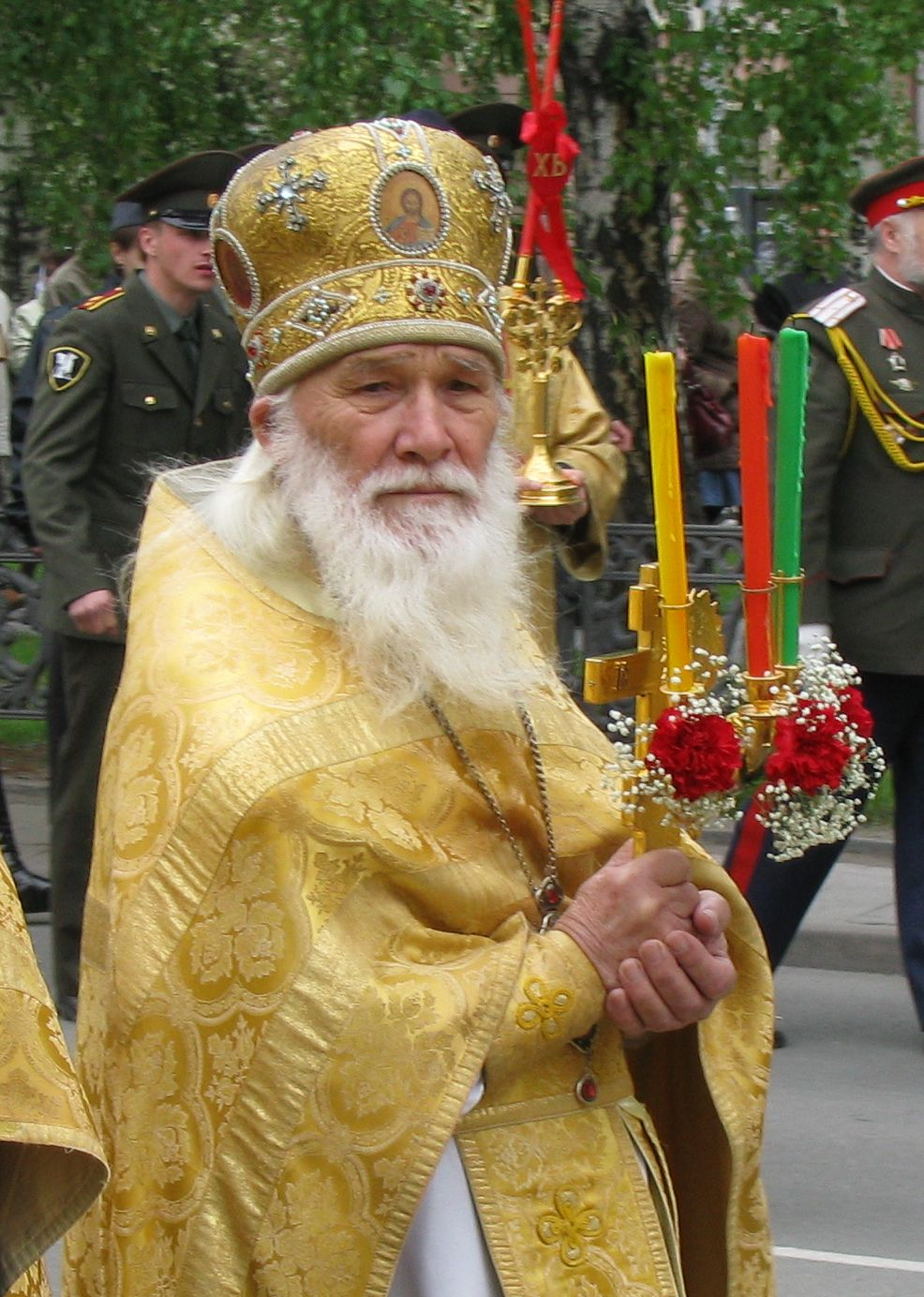
Prete russo ortodosso a cui è concesso portare la mitra

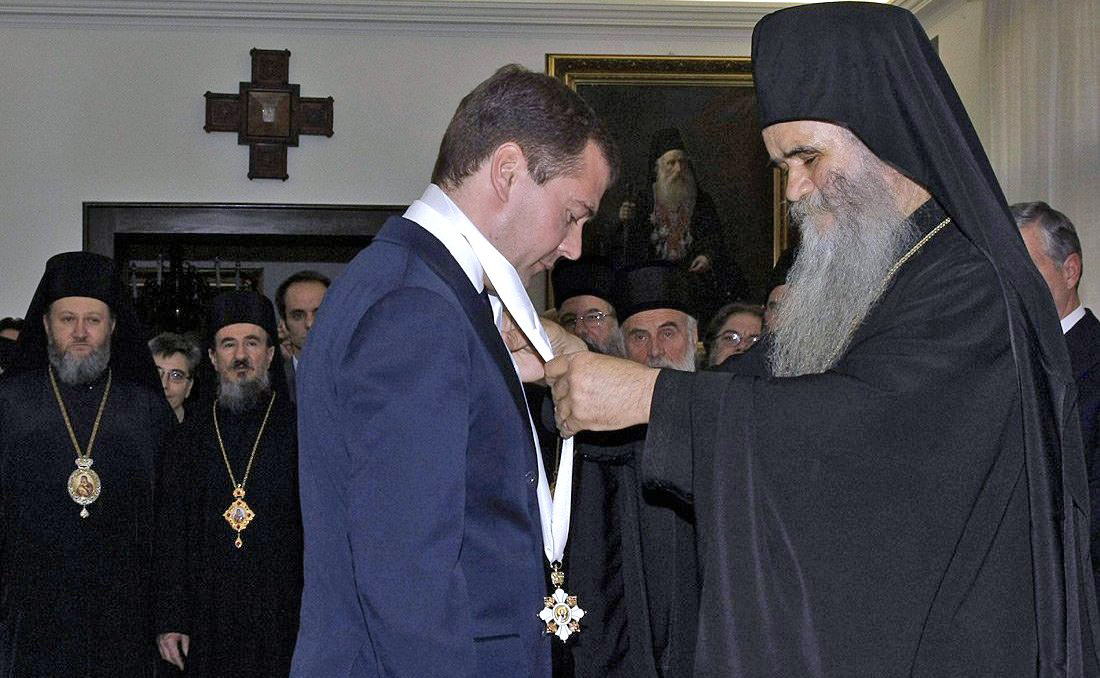
Dmitrij Anatol'evič Medvedev riceve l'Ordine di San Sava dalla Chiesa ortodossa serba.

Quando un vescovo vuole conferire un riconoscimento ecclesiastico ad un suo diacono o ad un suo sacerdote, lo fa presso il Piccolo Ingresso della Divina Liturgia. Alla fine della Terza Antifona, la processione con il Libro dei Vangeli si ferma alla cattedra (trono vescovile) del vescovo. Il sacerdote, che deve ricevere l'onore sarà presentato al vescovo, il protodiacono rimuoverà la mitra del vescovo, il vescovo porrà la mano sulla testa del sacerdote e pronuncerà la preghiera propria di quell'occasione particolare. Egli poi conferisce il privilegio e la gente esclama, "Axios!! Axios Axios!" per esprimere la propria gioia.
Gli onori differiscono secondo il rango della persona onorata, e variano a seconda delle giurisdizioni ecclesiastiche. Le concessioni ai vescovi e gli onori più elevati per i sacerdoti sono spesso conferiti da un sinodo di vescovi.
 'Vescovi' 
- Seconda Panagia (ogni vescovo ne indossa una sola)
- Mitra con croce (nella tradizione russa, solo un arcivescovo può portare una croce sulla parte superiore della sua mitra, a meno che non gli sia stato assegnato il privilegio dal sinodo)

 'Sacerdoti' 
- Mitra
- Croce pettorale: 
  - Croce con pietre preziose
  - Croce d'oro
  - Croce d'argento
- Epigonation
- Nabedrennik
- Kamilavkion viola
- Skufia viola

 'Diaconi' 
- Orarion doppio
- kamilavka viola o rossa

 'Laici' 
- Ordine Cavalleresco o medaglia
- Gramota  (lettera ufficiale di riconoscimento)

Alcuni di questi onori hanno la loro origine nell'impero bizantino, altri si sono sviluppati in seguito. Durante il regno di Caterina II di Russia a questi premi veniva legato uno stipendio.